# Wettswil am Albis
Wettswil am Albis is een gemeente en plaats in het Zwitserse kanton Zürich, en maakt deel uit van het district Affoltern.
Wettswil am Albis telt 4240 inwoners (2007).